# Domingo García Heredia
Pour les articles homonymes, voir Domingo García et García.
Domingo García Heredia, né en 1904 à Lima au Pérou et mort à une date inconnue, était un joueur international péruvien de football.

## Biographie
Domingo García joue au milieu dans le club péruvien d'Alianza Lima, un club de la capitale péruvienne pendant sa carrière de club.
Durant sa carrière internationale avec l'équipe du Pérou, il est sélectionné par l'entraîneur Francisco Bru pour participer à la coupe du monde 1930 en Uruguay, où son pays tombe dans le groupe C avec la Roumanie et le futur vainqueur et hôte, l'Uruguay. Il participe également à la Copa América 1935.